# Everardo López
Everardo López del Villar (ur. 23 marca 2005 w Metepec) – meksykański piłkarz występujący na pozycji środkowego obrońcy, od 2022 roku zawodnik Toluki.